# Politisches System Georgiens

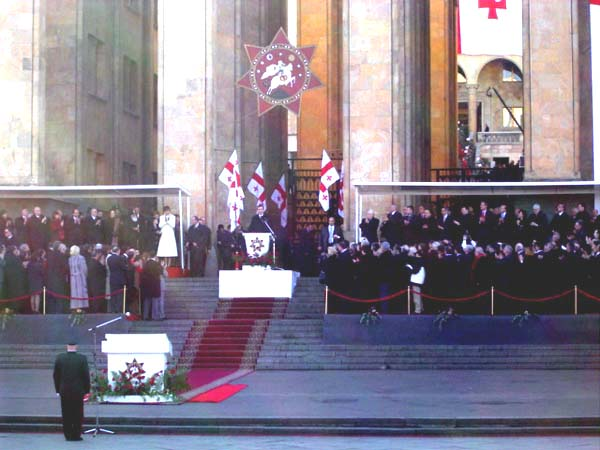
Vereidigung des georgischen Präsidenten vor dem Parlamentsgebäude in Tiflis, Januar 2004

Georgien ist eine demokratische Republik mit einem starken Präsidialsystem und zentralisierter Verwaltung. In ihrer Verfassung vom 24. Oktober 1995 bekennt sie sich zu den Grund- und Menschenrechten. Georgien war jedoch zugleich noch bis Anfang der 2000er Jahre eine defekte Demokratie. Zwar war der Zugang zur Politik durch freie und geheime Wahlen gesichert, doch wurden politische und bürgerliche Rechte sowie die Gewaltenkontrolle oft eingeschränkt. 2003 wurde durch die Rosenrevolution der Weg frei zu einer rechtsstaatlichen, repräsentativen Demokratie.

## Präsident
Der Präsident hat eine starke Stellung gegenüber Regierung und Parlament. Er ist das Oberhaupt des Staates und der Exekutive. Er repräsentiert Georgien in den auswärtigen Beziehungen und bildet die Regierung und benennt hohe Beamte. Er kann auch lokale Regierungsvertreter suspendieren oder ablösen und Volksabstimmungen einleiten. Er wird für fünf Jahre in direkten Wahlen bestimmt. Präsidenten dürfen sich nur einmal der Wiederwahl stellen.
In einer am 6. Februar 2004 beschlossenen Verfassungsänderung ist die Machtposition des Präsidenten zu Lasten des Parlaments und des Premierministers weiter gestärkt worden. Der Präsident darf jede von ihm nicht für verfassungsgemäß gehaltene Parlamentsentscheidung blockieren. Er kann das Parlament auflösen, wenn die Legislative das von seiner Regierung vorgelegte Staatsbudget nach dreimaliger Abstimmung nicht annimmt. Wenn das Parlament die Zusammensetzung der Regierung und das Staatsbudget innerhalb von sechs Monaten nach der Wahl des Staatspräsidenten nicht bestätigt, darf er die Minister per Dekret ernennen und das Budget in Kraft setzen. Die Innen-, Verteidigungs- und Sicherheitsministerien wurden aus dem Verantwortungsbereich des Premierministers herausgenommen und unterstehen direkt dem Präsidenten.
Eine neue Verfassung ist nach der Präsidentenwahl 2013 in Kraft getreten. Diese stärkt die Rechte des Parlaments und der Regierung gegenüber dem Präsidenten. Der Regierungschef wird nicht mehr vom Präsidenten vorgeschlagen, sondern von der stärksten Partei im Parlament. Zudem verliert der Präsident das Weisungsrecht in der Innen- und Außenpolitik.
Präsidentin Georgiens war seit 2018 Salome Surabischwili. Ihre Vorgänger waren Giorgi Margwelaschwili, Swiad Gamsachurdia, Eduard Schewardnadse und Micheil Saakaschwili. Am 29. Dezember 2024 wurde in Georgiens Parlament der neue Präsident Micheil Kawelaschwili vereidigt und hat das Amt angetreten. Salome Surabischwili erkennt seine Legitimität als Präsident nicht an, musste jedoch den Amtssitz verlassen.

## Regierung

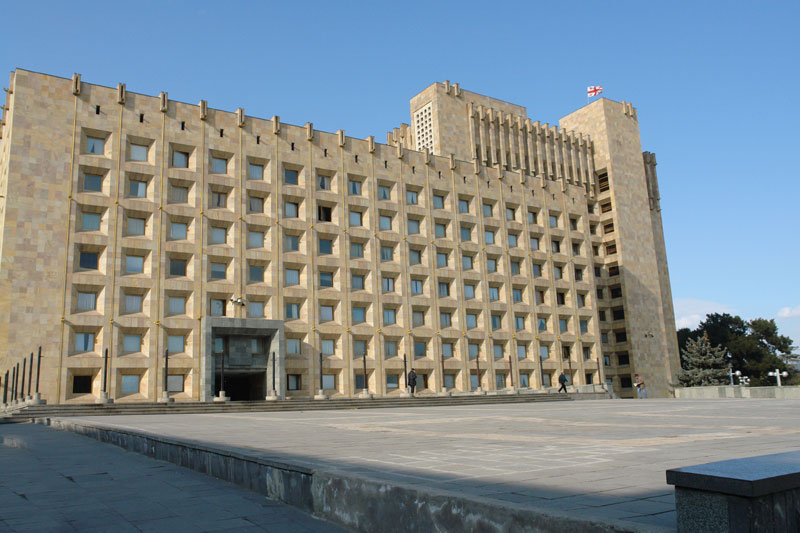
Die georgische Staatskanzlei in Tiflis

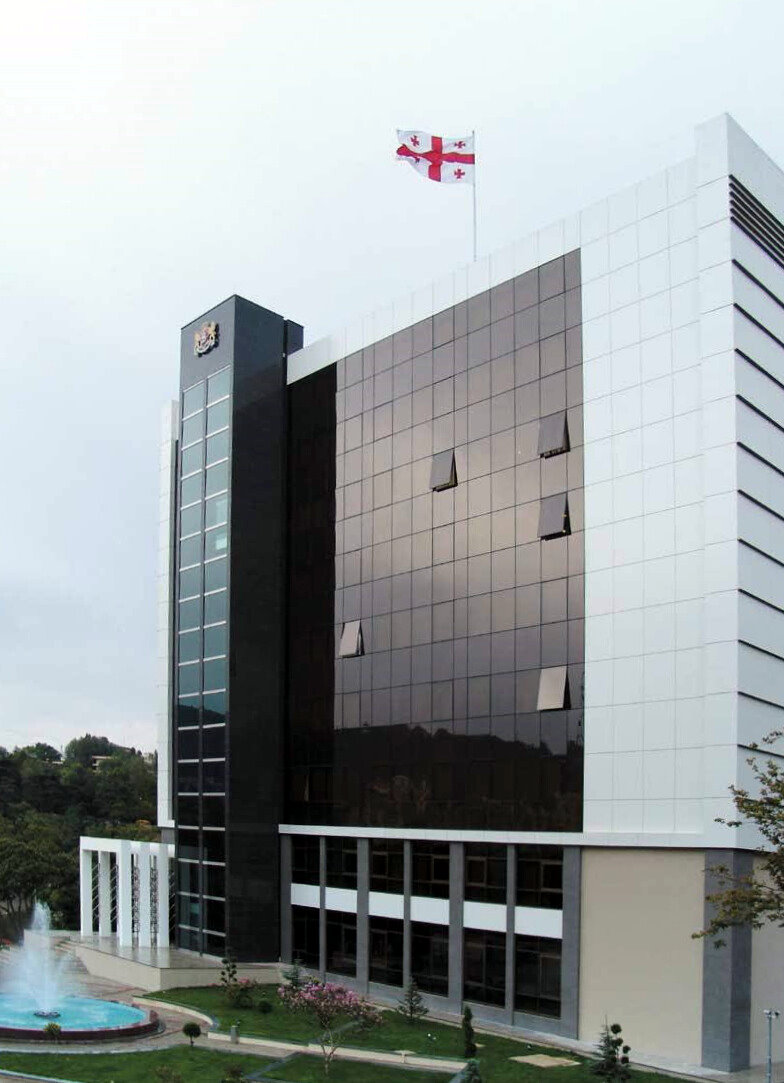
Verteidigungsministerium, Tiflis

Regierungschef ist der Premierminister. Er wird gemeinsam mit dem Kabinett auf Vorschlag des Präsidenten vom Parlament gewählt. Das Innen-, Verteidigungs- und Sicherheitsministerium unterstehen nicht dem Premier, sondern direkt dem Präsidenten. Die Regierung und hohe Beamte können vom Parlament mit einer Drei-Fünftelmehrheit abgewählt werden.

## Parlament
- KO: 115
- ENM: 27
- MGS: 1
- Unabh.: 1
- SPA: 6

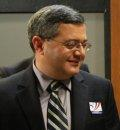
Parlamentspräsident Dawit Ussupaschwili

Das Georgische Parlament (georgisch Sakartwelos Parlamenti, Umaghiesi Sabcho) wird alle vier Jahre gewählt und kontrolliert die Regierung. Es hat das Recht, die Regierung und hohe Beamte mit einer Drei-Fünftelmehrheit abzuberufen. Es kann auch den Präsidenten ablösen, wenn er die Verfassung bricht. Der Parlamentspräsident Dawit Ussupaschwili ist nach der Verfassung die ranghöchste Amtsperson nach dem Präsidenten und amtiert im Fall von Ablösung, Rücktritt oder Tod.
Das Parlament hat 150 Mitglieder. 77 Abgeordnete werden nach dem Verhältniswahlrecht gewählt, 73 Parlamentarier nach dem Mehrheitswahlrecht in Wahlkreisen. Am 1. Oktober 2012 wurde ein neues Parlament gewählt. Bei den Parlamentswahlen am 1. Oktober 2012 errang das von dem Milliardär Bidsina Iwanischwili gegründete Oppositionsbündnis Georgischer Traum einen Erdrutschsieg. Mit 54,85 Prozent erlangte es im Parlament 83 Sitze und hat damit die absolute Mehrheit. Die bisherige Regierungspartei Vereinte Nationale Bewegung (ENM) erlangte 40,43 Prozent und bildet mit 67 Sitzen die Opposition. Die übrigen Parteien scheiterten an der Sperrklausel, die bei Parlamentswahlen bei 5 Prozent liegt. Die Organisation für Sicherheit und Zusammenarbeit in Europa (OSZE) bewertete die Wahl als frei und demokratisch.
Das Parlament tritt im Frühjahr und Herbst zu Sitzungen zusammen. Die Frühjahrssitzungen werden am ersten Dienstag im Februar eröffnet und am letzten Freitag im Juni geschlossen. Die Herbstsitzungen starten am ersten Dienstag im September und schließen am dritten Freitag im Dezember. Verabschiedete Gesetze werden im Gesetzblatt (georgisch: Sakanonmdeblo Matsne) veröffentlicht.

## Politische Parteien
Georgiens Parteien haben den Charakter von Honoratiorenparteien, sind stark auf das Führungspersonal zugeschnitten. Von 1995 bis November 2003 war die von Präsident Eduard Schewardnadse angeleitete Bürgerunion Georgiens die einflussreichste Partei im Land. Bei den Parlamentswahlen am 31. Oktober 1999 errang die Bürgerunion mit 41,85 % der Stimmen die absolute Mehrheit. Der gegenwärtige Präsident, der Premierminister und der Parlamentspräsident waren ursprünglich Mitglieder dieser Partei. Zwischen dem Herbst 2001 und Sommer 2002 überwarfen sie sich mit Schewardnadse, was zu einer grundlegenden Umstrukturierung des georgischen Parteiensystems führte.
Nach der Rosenrevolution und dem Rücktritt Schewardnadses im November 2003 zerfiel die Bürgerunion vollständig. Neue starke Kraft in Georgien wurde die Nationale Bewegung – Demokraten. Bei den Parlamentswahlen am 28. März 2004, errang sie 66,24 % der Wählerstimmen. Vorsitzender ist Präsident Micheil Saakaschwili. Seit 2007 kam es immer wieder zum Wechsel führender Mitglieder der Regierungspartei in die Opposition und zur Gründung neuer Parteien. Die wichtigsten schlossen sich 2012 im Parteienbündnis Georgischer Traum zusammen. Bei den Parlamentswahlen in Georgien 2012 errang das Bündnis mit 54,85 % der Wählerstimmen die Parlamentsmehrheit.
Die politische Parteien Georgiens sind:
- Bewegung für ein vereintes Georgien
- Christlich-Demokratische Bewegung
- Die Industrie wird Georgien retten, Industrialisten
- Freies Georgien
- Freiheitsbewegung, Tawissupleba
- Georgische Arbeiterpartei
- Georgiens Weg
- Konservative (Monarchistische) Partei Georgiens
- Konservative Partei Georgiens
- National-Demokratische Partei
- Neue Konservative Partei Georgiens, Nowas
- Nationale Bewegung – Demokraten
- Nationales Forum
- Republikanische Partei Georgiens
- Sozialistische Partei Georgiens
- Union der Georgischen Traditionalisten
- Unser Georgien – Freie Demokraten
- Vereinte Kommunistische Partei Georgiens
- Neue Kommunistische Partei Georgiens

Die 30 fachlich gegliederten Gewerkschaften sind im Bund der Georgischen Gewerkschaften zusammengeschlossen.

## Gerichtsbarkeit
Das georgische Verfassungsgericht wacht über die Anwendung der Verfassung. Es hat neun Mitglieder, die für zehn Jahre im Amt bleiben. Drei von ihnen bestimmt der Präsident, drei wählt das Parlament und drei werden vom Obersten Gericht Georgiens ernannt. Der Vorsitzende des Verfassungsgericht wird vom Richterkollegium gewählt. Gegenwärtig ist es George Papuashvili.
Eine wichtige politische Rolle spielt das Oberste Gericht Georgiens. Es hat Verfassungsrang. Seine Mitglieder und der Gerichtsvorsitzende werden auf Vorschlag des Präsidenten vom Parlament für zehn Jahre gewählt. Im November 2003 annullierte das Oberste Gericht die Wahl von 150 nach dem Verhältniswahlrecht gewählten Parlamentsabgeordneten am 2. November 2003 wegen Wahlbetrugs. Vorsitzender des Obersten Gerichts ist Konstantin Kublaschwili.

## Verwaltung
Die Verwaltung Georgiens ist stark zentralisiert. Sie gliedert sich auf oberer Ebene in neun Regionen (georgisch მხარები, mcharebi, Singular mchare), zwei autonome Republiken (georgisch ავტონომიური რესპუბლიკა, awtonomiuri respubliki, Singular awtonom respublika) und die Hauptstadt.
Die Regionen wurden zwischen 1994 und 1996 mit einem Dekret des Präsidenten eingeführt. Sie gelten als Provisorium bis zur Lösung der sezessionistischen Probleme mit Abchasien und Südossetien. Ihre Verwaltungsspitze bildet ein Staatskommissar (georgisch სახელმწიფო რწმუნებული, sachelmzipo rzmunebuli), informell Gouverneur genannt. Er wird vom Präsidenten ernannt und abberufen. Die Regionen gliedern sich in jeweils mehrere Bezirke (georgisch რაიონი, reioni).
Von der zentralisierten Verwaltungsstruktur ausgenommen sind die Autonomen Republiken Abchasien und Adscharien. Südossetien gehört verwaltungstechnisch überwiegend zur Region Schida Kartlien, befindet sich jedoch wie Abchasien weitgehend außerhalb der Kontrolle der Zentralregierung.
Obere Ebene
1. Autonome Republik Abchasien (აფხაზეთის ავტონომიური რესპუბლიკა), Hauptstadt Sochumi (სოხუმი)
2. Region Mingrelien – Semo-Swanetien (სამეგრელოს და ზემო სვანეთის მხარე, Samegrelo-Ober-Swanetien), Hauptstadt Sugdidi (ზუგდიდი)
3. Region Gurien (გურიის მხარე), Hauptstadt Osurgeti (ოზურგეთი)
4. Autonome Republik Adscharien (აჭარის ავტონომიური რესპუბლიკა), Hauptstadt Batumi (ბათუმი)
5. Region Ratscha-Letschchumi und Niederswanetien (რაჭა-ლეჩხუმის და ქვემო სვანეთის მხარე, Ratscha-Letschchumi – Nieder-Swanetien), Hauptstadt Ambrolauri (ამბროლაური)
6. Region Imeretien (იმერეთის მხარე), Hauptstadt Kutaissi (ქუთაისი)
7. Region Samzche-Dschawachetien (სამცხე-ჯავახეთის მხარე), Hauptstadt Achalziche (ახალციხე)
8. Region Innerkartlien (შიდა ქართლის მხარე; dt. Inner-Kartlien), Hauptstadt Gori (გორი)
9. Region Mzcheta-Mtianeti (მცხეთა-მთიანეთის მხარე), Hauptstadt Mzcheta (მცხეთა)
10. Region Niederkartlien (ქვემო ქართლის მხარე, Nieder-Kartlien), Hauptstadt Rustawi (რუსთავი)
11. Region Kachetien (კახეთის მხარე), Hauptstadt Telawi (თელავი)
12. Georgiens Hauptstadt Tiflis (საქართველოს დედაქალაქის – თბილისი)

Mittlere Ebene
- 67 Bezirke (რაიონი – Singular)
- 6 unabhängige Städte (დამოუკიდებელი ქალაქი): Tiflis, Kutaissi, Rustawi, Poti, Batumi, Sochumi

Kommunale Ebene
- 55 Städte (ქალაქი), die einem Bezirk angehören
- 50 Kleinstädte (დაბა)
- 842 Gemeinden (თემი)
- 165 Dörfer (სოფელი)

## Demokratiedefizite
Politische und bürgerliche Rechte sowie die Gewaltenkontrolle werden in Georgien immer wieder eingeschränkt. Der Europarat und das US-Außenministerium haben mehrfach dazu aufgefordert, Demokratie und Menschenrechte in Georgien fester zu verwurzeln. Im Oktober 2004 warnten 14 führende georgische Menschenrechtler in einem offenen Brief an Präsident Saakaschwili vor einem Heraufziehen neuer autoritärer Herrschaftsstrukturen.
Georgiens Parlament hat im September 2004 einen staatlichen Ombudsman eingesetzt, um die Einschränkungen von Bürgerrechten einzudämmen. In fünf Abteilungen soll seine Behörde das Gerichtssystem, den Strafvollzug, die Staatspolizei, Informations- und Religionsfreiheit, Bürgerrechte, soziale und Verwaltungsfragen sowie die Armee durchleuchten. Allein in den Monaten Januar bis Juli 2005 stellte er 893 mal eine Verletzung der Rechte Beschuldigter und Angeschuldigter durch die georgische Polizei fest. Dabei handelte es sich um 815 Menschenrechtsverletzungen und 78 Verletzungen des Strafprozessrechts.
2004 hatte die Polizei mehrfach Demonstrationen unzufriedener Bürger in Tiflis gewaltsam aufgelöst. Im Juli trieb sie Taxifahrer und Rentner vor dem Rathaus auseinander, im September Einwohner der Stadt Terdschola, die sich vor der Staatskanzlei versammelt hatten.
Das für Georgien zuständige Beobachterkomitee des Europarats kritisierte im Dezember 2005 eine „Kultur der Gewalt und der Folter in Gefängnissen und Untersuchungsgefängnissen“. Nach Angaben amnesty internationals foltern die Strafverfolger vor allem mit Elektroschocks, über den Kopf gestülpten Plastiktüten, brennenden Zigaretten und Kerzen, Schlägen sowie Drohungen gegen die Familie. Allein zwischen Dezember 2003 und Oktober 2004 meldeten sich 558 Menschen, die von georgischen Behörden gefoltert und geschlagen wurden.
Der frühere Vorsitzende der staatlichen Kontrollkommission, Sulchan Molaschwili, wurde im April 2004 wegen angeblicher Unterschlagung staatlicher Gelder verhaftet. Er wurde im georgischen Innenministerium mit Elektroschocks und glühenden Zigaretten gefoltert. Der Tifliser Staatsanwalt versprach ihn freizulassen, wenn er 265.000 US-Dollar an die Staatskasse zahle. Molaschwili zahlte die Summe, wurde aber nicht freigelassen. Er wurde im März 2006 zu acht Jahren Freiheitsstrafe verurteilt.
Rewas Okruaschwili, Chefredakteur der Chalchis Gaseti (dt. Volkszeitung) in Gori, wurde am 2. August 2004 auf direkte Anweisung des georgischen Innenministers Irakli Okruaschwili wegen angeblichen Drogenhandels verhaftet, nachdem seine Zeitung Polizei und Regierung der Region Schida Kartli der Beteiligung an Schmuggelaktionen bezichtigt hatte. Ein Richter korrigierte den Innenminister.
Als der regierungsnahe Fernsehsender Rustawi 2 am 8. Juni 2004 wegen Millionenschulden vor dem Bankrott stand, erließ ihm die georgische Regierung Steuerschulden in Höhe von 2,2 Millionen US-Dollar. Präsident Micheil Saakaschwili sagte, er werde keine Fernsehgesellschaft in den Bankrott treiben, egal, welche Summe sie schulde. 10 % der Rustawi-2-Aktien gehörten dem damals stellvertretenden Außenminister Georgiens, Nika Tabatadse, der früher Generaldirektor der Fernsehstation war.
Umstritten ist auch die Auswahl der Zentralen Wahlkommission, die für eine saubere Durchführung der Parlamentswahlen sorgen soll. Zwar konnte sich jeder Georgier für diese Kommission bewerben. Die Mitglieder wurden jedoch im Mai und Juni 2005 von einem Gremium unter dem Vorsitz des Chefs der Präsidialverwaltung, Giorgi Ugulawa, ermittelt und dem Parlament vom Präsidenten vorgeschlagen. Vorsitzender wurde ein früherer Geschäftsfreund Premierminister Surab Noghaidelis, Gia Kawtaradse. Beide waren von 2002 bis 2003 Partner in einer Rechts- und Finanzberatungfirma.
Nach ihrem Angriff auf Südossetien ließ die georgische Regierung russische Internetseiten blockieren. Es handle sich jedoch nicht um Zensur, sondern um den „Schutz der Bevölkerung vor russischer Propaganda“, erklärte das Innenministerium.
Nach Bekanntwerden eines Videos mit Folterszenen aus einem georgischen Gefängnis trat am 19. September 2012 die für Haftangelegenheiten zuständige Ministerin des Landes Chatuna Kalmachelidse zurück. Tags darauf legte auch der georgische Innenminister Batscho Achalaja sein Amt nieder.